# Cryptopezia mirabilis
Cryptopezia mirabilis — вид грибів, що належить до монотипового роду  Cryptopezia.